# National Defence Headquarters
La National Defence Headquarters (NDHQ) ha sede in Ottawa ed è il quartier generale delle forze armate canadesi.

Al NDHQ si riuniscono il ministero della difesa e i rappresentanti delle Forze Armate Canadesi ed è diviso in vari uffici:

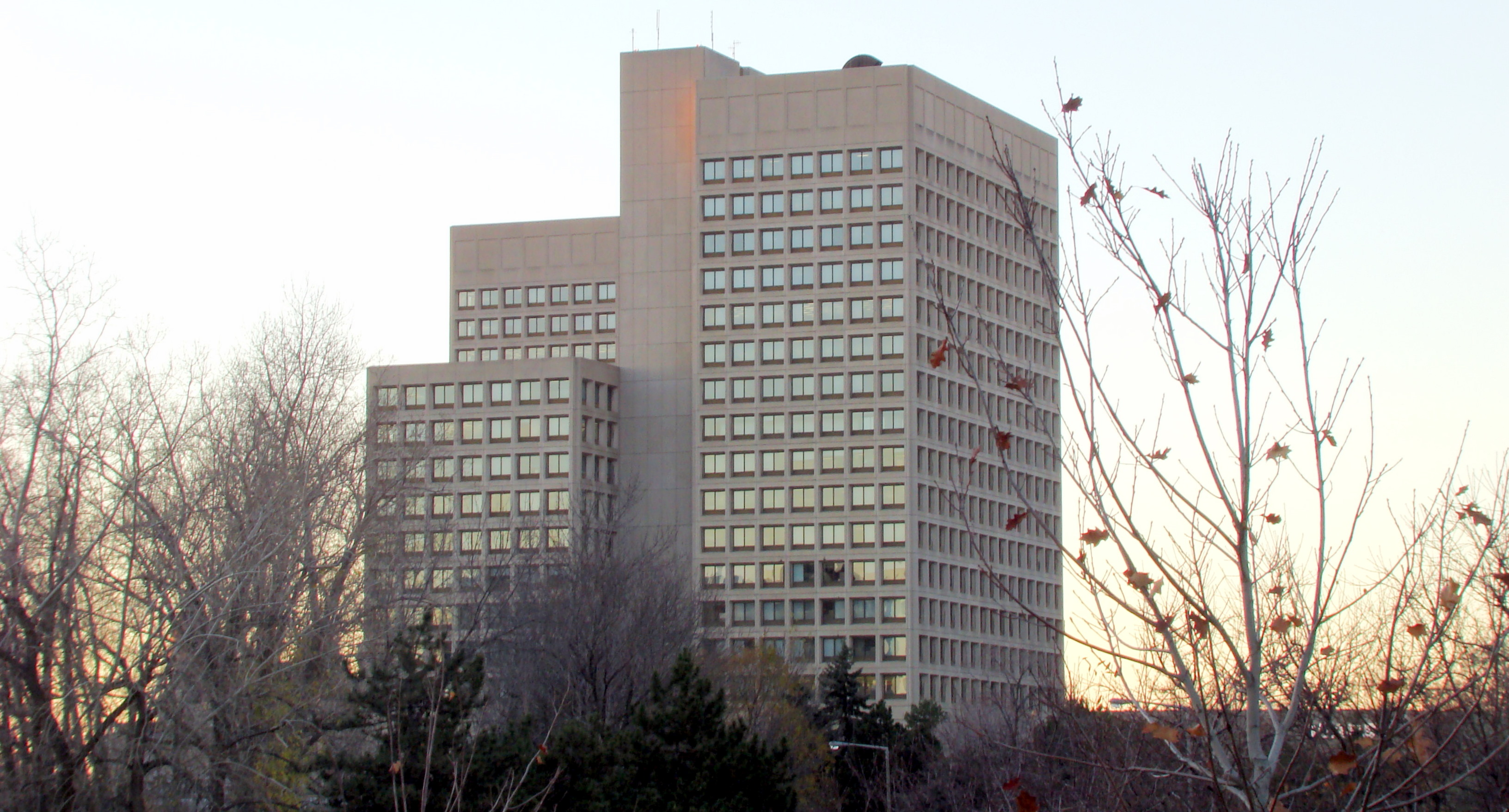
L'edificio del NDHQ

- Canadian Forces Land Force Command;
- Canadian Forces Maritime Command;
- Canadian Forces Air Command;
- Canadian Command;
- Canadian Expeditionary Force Command;
- Canadian Special Operations Forces Command;
- Canadian Operational Support Command;